# Prince George Cougars
Prince George Cougars – juniorska drużyna hokejowa grająca w WHL w dywizji B.C. w konferencji zachodniej. Drużyna ma swoją siedzibę w Prince George w Kanadzie.
- Rok założenia: 1994–1995
- Barwy: czerwono-czarno-brązowe
- Trener: Dallas Thompson
- Manager: Dallas Thompson
- Hala: CN Centre